# Raionul Bahmut, Donețk
Bahmut (în ucraineană Бахмутський район, transliterat: Bahmutskîi raion) este un raion în regiunea Donețk, Ucraina. Are reședința la Bahmut.
Are o suprafață de 1.747,6 km². Populația este de 211.400 locuitori, determinată în 2020.